# Bottiglia (fiume)
Bottiglia è un fiume di Oschiri (OT) lungo 13 km.
Nasce sul monte Limbara, a 1053 m s.l.m., presso l'Albergo Vallicciola.
Immette nel lago del Coghinas.